# Баранівка (Богодухівський район)
Барані́вка — село в Україні, у Золочівській громаді Богодухівського району Харківської області. Населення становить 315 осіб.

## Географія
Село Баранівка знаходиться на правому березі річки Уди, вище за течією на відстані 4 км розташоване село Уди, нижче за течією на відстані 1 км — село Андріївка, на протилежному березі — село Костянтинівка. На відстані 4 км розташована залізнична станція Сніги.

## Історія
12 червня 2020 року, розпорядженням Кабінету Міністрів України № 725-р «Про визначення адміністративних центрів та затвердження територій територіальних громад Харківської області», увійшло до складу Золочівської селищної громади.
19 липня 2020 року, в результаті адміністративно-територіальної реформи та ліквідації Золочівського району, село увійшло до складу Богодухівського району.